# Dos hombres trabajando
Dos Hombres Trabajando (en irlandés: Beirt Fhear Oibre; en inglés: Two Working Men) son un par de estatuas realizadas por el escultor irlandés Oisín Kelly. La obra le tomó a Kelly tres años para crearla y se dio a conocer en frente de la Sala del Condado de Cork en 1969. Al igual que con otras obras de arte público en Irlanda, las estatuas adquirieron un nombre coloquial local, y todavía se conocen comúnmente como "Cha y Miah". "Dos hombres que trabajan" se convirtió en la segunda estatua de Kelly en exhibición pública, después de su aclamada "Hijos de Lir" que se dio a conocer en el Jardín del Recuerdo de Dublín en 1966.